# هنورته (بركنل)
هنورته، بركنل (باركشير) (بالإنجليزية: Hanworth, Bracknell)‏ هي قرية تقع في المملكة المتحدة في جنوب شرق إنجلترا.